# 安迪·卡特赖特
亚历山大·康斯坦丁诺维奇·尤什科（俄語：Александр Константинович Юшко，1990年8月17日—2020年7月25日），艺名安迪·卡特赖特（俄語：Энди Картрайт），乌克兰及俄罗斯说唱歌手。

## 生平
1990年生于切尔尼戈夫州涅任，毕业于涅任国立师范大学。2009年作为7085团体成员正式出道演艺界。2014年开始参加YouTube说唱节目Versus，并取得很大知名度。
2020年7月29日，在失踪数日后，警方在圣彼得堡的公寓里发现了安迪·卡特赖特被肢解的尸体，部分尸块被撒盐防腐藏在了冰箱里。其妻子玛丽娜·库哈尔承认了肢解丈夫的事实，其理由为“不想让粉丝知道”。她还自称卡特赖特是在疫情期间对药物上瘾，最后吸毒而亡的。但是，调查人员却在她前臂上发现了数道抓痕。尸检结果也与其说法不符。